# Andrei Kunitski
Andrei Kunitski, nacido el 2 de julio de 1984, es un ciclista bielorruso. Es miembro del equipo Quick Step. Realizó buenos resultados en su primer año como profesional como en el Tour du Haut-Var (10º), el  Regio-Tour (3º) y la Coppa Placci (2º). Ha gando el título de Campeón de Bielorrusia de contrarreloj en dos ocasiones.

## Palmarés
2005
- Gran Premio Palio del Recioto

2007
- Campeonato de Bielorrusia en contrarreloj

2008
- Campeonato de Bielorrusia en contrarreloj
- 1 etapa de la Vuelta a Burgos

2009
- 1 etapa de la Vuelta a Asturias

## Resultados en el Giro de Italia
- 2007 : 85.º